# Balta (cratera)
Balta é uma cratera marciana. Têm como característica 18.2 quilômetros de diâmetro. Deve o seu nome a Balta, uma localidade da Ucrânia.